# Henrik Berger
Henrik „Henke“ Berger (* 16. Mai 1969) ist ein schwedischer ehemaliger Fußballspieler. Der Mittelfeldspieler ist mit 376 Ligaeinsätzen für Degerfors IF der meisteingesetzte Spieler der Vereinsgeschichte (Stand: Oktober 2011). Mit dem Klub gewann er 1993 den Landespokal. Zudem war er in Norwegen und für weitere schwedische Vereine aktiv.

## Werdegang
Berger entstammt der Jugend des Degerfors IF. Im Alter von 18 Jahren debütierte er 1987 für den Klub in der zweiten Liga, am Saisonende stieg er jedoch mit der Mannschaft in die Drittklassigkeit ab. 1990 kehrte er mit dem Klub als Staffelsieger der drittklassigen Division 2 Västra in die zweite Liga zurück. In den beiden folgenden Jahren belegte er mit der Mannschaft jeweils den vierten Rang der Frühjahrsmeisterschaft. Im ersten Jahr im Herbst Tabellenfünfte, erreichte sie 1992 die Aufstiegsrunde zur Allsvenskan und musste in den Relegationsspielen gegen Djurgårdens IF antreten. Nach einem Tor von Ulf Ottosson ging das Hinspiel mit einer 1:3-Auswärtsniederlage verloren. Auch im Rückspiel war Ottosson erfolgreich, ehe Berger kurz vor Schluss zum entscheidenden 2:0-Endstand traf und damit gemäß Auswärtstorregel den Klub in die erste Liga schoss.
In der Spielzeit 1993 fand sich Berger mit Degerfors IF im Abstiegskampf wieder, mit zwei 2:1-Erfolgen setzte sich der Klub jedoch in der Relegation gegen IFK Hässleholm durch. Im selben Jahr zog er mit der Mannschaft ins Pokalfinale ein, in dem Landskrona BoIS mit einem 3:0-Finalsieg bezwungen wurde. Dabei erzielte er den ersten Treffer der Partie. Im Europapokal der Pokalsieger 1993/94 überstand er mit der Mannschaft nach zwei Siegen gegen die Sliema Wanderers die Qualifikationsrunde, scheiterte jedoch anschließend in der ersten Hauptrunde am späteren Finalisten AC Parma. An der Seite von Jonas Granath, Daniel Tjernström und Milenko Vukcević gehörte er auch in den folgenden Spielzeiten zu den Stammkräften, als sich die Mannschaft im hinteren Tabellenmittelfeld platzierte.
Anfang 1997 verließ Berger seine schwedische Heimat und wechselte zu Molde FK in die Tippeligaen. Nach nuer einem halben Jahr kehrte er jedoch nach Schweden zurück und schloss sich dem Zweitligisten IK Brage an. Auch bei diesem blieb er nur kurzzeitig und zog 1998 zu KB Karlskoga weiter. 2000 schloss er sich erneut Degerfors IF an, der Verein spielte mittlerweile erneut drittklassig. 2003 verpasste die Mannschaft als Vizemeister der Division 2 Västra Svealand den Wiederaufstieg, im folgenden Jahr setzte sie sich als Staffelsieger in den Aufstiegsspielen gegen den Umeå FC durch. Bis 2007 lief er für den Klub an der Seite von Shpetim Hasani, Markus Karlsson und Andreas Drugge in der Superettan auf, über weite Strecken war er Stammspieler. Nachdem sein Vertrag nicht verlängert worden war, wechselte er zum Amateurklub IFK Ölme.
Berger war während weiter Teile seiner aktiven Karriere als Telekommunikationstechniker tätig. Sein Vater Göran Berger spielte ebenfalls wie Henrik Bergers Sohn Emil in der Allsvenskan. Sein Sohn stand zeitweise bei Degerfors IF ebenfalls mit ihm im Kader, in seinem letzten Ligaspiel für Degerfors IF spielten sie gemeinsam – das Spiel war Emils Profidebüt.